# Fascismo vermelho
Fascismo vermelho é um termo que iguala o stalinismo e o maoismo ao fascismo. As acusações de que os líderes da União Soviética durante a era de Stalin agiram como "fascistas vermelhos" foram comumente declaradas pelos trotskistas, comunistas de esquerda, social-democratas, socialistas democráticos, liberais e anarquistas, bem como entre os círculos de direita.

## Visão geral
Na primeira metade do século XX, vários socialistas nos Estados Unidos começaram a sustentar a visão de que o governo soviético estava se tornando um estado fascista vermelho. Um desses líderes, Norman Thomas, que concorreu várias vezes à presidência sob a bandeira do Partido Socialista da América, acusou a União Soviética, na década de 1940, de decair no fascismo vermelho escrevendo: "Essa é a lógica do totalitarismo", que "o comunismo, o que quer que tenha sido originalmente, é hoje o fascismo vermelho". Bruno Rizzi, marxista italiano e fundador do Partido Comunista da Itália, afirmou em 1938 que "o stalinismo [seguiu] um curso regressivo, gerando uma espécie de fascismo vermelho idêntica em suas características superestruturais e coreográficas [com seu modelo fascista]"

Muitos esquerdistas nas décadas de 1930 e 1940 ficaram desiludidos e afastados da União Soviética, condenando-o por seu rígido autoritarismo. Otto Rühle, um comunista de esquerda alemão, escreveu que "a luta contra o fascismo deve começar pela luta contra o bolchevismo", observando a possível influência que o Estado leninista teve nos estados fascistas, servindo de modelo. Em 1939, Rühle professou ainda: 
 A Rússia foi o exemplo do fascismo. [...] Quer os "comunistas" do partido gostem ou não, permanece o fato de que a ordem e o governo do Estado na Rússia são indistinguíveis dos da Itália e da Alemanha. Essencialmente eles são parecidos. Pode-se falar de um "estado soviético" vermelho, preto ou marrom, bem como de fascismo vermelho, preto ou marrom. 
 Da mesma forma, o anarquista russo Voline, exilado, que via o Estado soviético como totalitário e como "exemplo de capitalismo de Estado", usou o termo "fascismo vermelho" para descrevê-lo. Em um editorial de 18 de setembro de 1939, o New York Times reagiu à assinatura do Pacto Molotov-Ribbentrop, declarando que "o hitlerismo é comunismo marrom, o stalinismo é fascismo vermelho". O editorial opinou ainda: 
 O mundo agora entenderá que a única questão 'ideológica' real é entre democracia, liberdade e paz, por um lado, e despotismo, terror e guerra, por outro. 
 Durante o período em que o Pacto Ribbentrop-Molotov estava em vigor, Benito Mussolini revisou positivamente o stalinismo como tendo transformado o bolchevismo soviético em um fascismo eslavo. Apesar das diferenças ideológicas, Adolf Hitler admirava Stalin e sua política e acreditava que Stalin estava de fato transformando o bolchevismo soviético em uma forma de nazismo. Depois de ter sido opositores na maior parte da década de 1930, a União Soviética e a Alemanha nazista assinaram o Pacto Molotov-Ribbentrop em 1939 e permaneceram alinhados pelos dois primeiros anos da Segunda Guerra Mundial, até que Hitler o quebrou ao invadir a URSS em 1941.
Em 2003, David Ramsay Steele postula que "existe uma estreita relação ideológica entre o marxismo e o fascismo". Quando a Alemanha nazista se alinhou com a Rússia comunista em 1939, o jornalista britânico John Gunther estava trabalhando em Moscou. Ele escreveu em seu livro Inside Europe, de 1940, que "certos observadores perspicazes haviam visto de que maneira o vento soprava. Eles viram que o comunismo e o fascismo eram mais intimamente aliados do que se costuma entender". Em seu livro de 2008, Left in Dark Times, o filósofo e jornalista francês Bernard-Henri Lévy usou o termo para argumentar que alguns intelectuais europeus ficaram apaixonados por teorias anti-iluministas e adotaram uma nova ideologia absolutista, que é anti-liberal, anti-americano, anti-imperialista, anti-semita e pró-islamofascista.

## Crítica
Desde a década de 1930, as teorias marxistas do fascismo veem o fascismo como uma forma de reação ao socialismo e uma característica do capitalismo. Além disso, vários historiadores modernos tentaram prestar mais atenção às diferenças econômicas, políticas e ideológicas entre esses dois regimes do que às suas semelhanças. Embora Michael Geyer e Sheila Fitzpatrick, em Além do totalitarismo: stalinismo e nazismo comparado (2009), observem semelhanças entre stalinismo e nazismo, eles também afirmaram que "quando se trata de comparação individual, as duas sociedades e regimes também podem ter vindos de mundos diferentes".
Uma declaração adotada pelo legislador russo disse que as comparações entre nazismo e stalinismo são "blasfêmias para todos os veteranos do movimento antifascista, vítimas do holocausto, prisioneiros de campos de concentração e dezenas de milhões de pessoas... que sacrificaram suas vidas pelo bem da humanidade na luta contra a teoria racial anti-humana dos nazistas".
O jornalista e assessor do Partido Trabalhista britânico Seumas Milne postula que o impacto da narrativa pós-Guerra Fria de que Stalin e Hitler eram males gêmeos e, portanto, o comunismo é tão monstruoso quanto o nazismo "tem sido relativizar os crimes únicos do nazismo, enterrar aqueles de colonialismo e alimenta a ideia de que qualquer tentativa de mudança social radical sempre levará ao sofrimento, matança e fracasso".